# Vaupillon
Vaupillon – miejscowość i gmina we Francji, w Regionie Centralnym, w departamencie Eure-et-Loir.
Według danych na rok 1999 gminę zamieszkiwały 374 osoby, a gęstość zaludnienia wynosiła 31 osób/km² (wśród 1842 gmin Regionu Centralnego Vaupillon plasuje się na 776. miejscu pod względem liczby ludności, natomiast pod względem powierzchni na miejscu 1016.).